# فيليكس غراي
فيليكس غراي (بالفرنسية: Félix Gray)‏ هو مغني ومغن مؤلف فرنسي، ولد في 28 يونيو 1958 في تونس في تونس.

## وصلات خارجية
- فيليكس غراي على موقع ميوزك برينز (الإنجليزية)
- فيليكس غراي على موقع ديسكوغز (الإنجليزية)